# Alofi North
Alofi North is een van de 14 dorpen van Niue en telt 147 inwoners (2008). Het dorp maakt net zoals Alofi South deel uit van de hoofdstad Alofi, die bestuurlijk in twee dorpen is verdeeld. De grens tussen beide dorpen is echter niet exact vastgelegd, waardoor er voor beide plaatsen geen oppervlakte- en bevolkingsdichtheidsgegevens beschikbaar zijn.
Alofi North is een stuk kleiner dan Alofi South (434 inwoners), waar de overheidsgebouwen en de luchthaven zich bevinden. Tot Alofi North behoort ook het dorpje Tufukia.

## Politiek
Bij de parlementsverkiezingen van 2011 kon Vaainga Tukuitonga zijn zetel voor Alofi North behouden.

Alofi North · Alofi South · Avatele · Hakupu · Hikutavake · Lakepa · Liku · Makefu · Mutalau · Namukulu · Tamakautoga · Toi · Tuapa · Vaiea